# Pteroeides caledonicum
Pteroeides caledonicum är en korallart som beskrevs av Rudolf Albert von Kölliker 1869. Pteroeides caledonicum ingår i släktet Pteroeides och familjen Pennatulidae. Inga underarter finns listade i Catalogue of Life.